# アンカー・バイブル
アンカー・バイブル・シリーズ (Anchor Bible Series) は聖書注解書シリーズと、聖書辞典と参考書籍で構成されている。これは、1959年に、聖書注解書シリーズが個々に作られた時に、始まった学術的と商業の協同投機である。ユダヤ教、カトリック教会、プロテスタント、イスラム教、世俗と他の伝統の1000人以上の聖書研究学者達の協力事業の新しい時代の始まりである。
彼らの業績は、広い神学的視野にまたがる視点を反映させた議論を提供する。アンカー・バイブル・プロジェクトは、読者を最新の学問おいて最新に保ち、分析に基づかせる本を出すことを続けている。作品は、聖書的な資料を造りだす進歩的な科学技術と、専門家や学生レベルの人たちが、利用可能な聖書的記録の釈義に関係した、歴史的、言語学的な知識をもたらす。2005年に、120巻以上が出版されている、それらは、編集者長デイヴィッド・ノエル・フリードマンによって編集されて、ダブルディ（ランダム・ハウスの一部）から出版された。2007年にイェール大学出版はアンカー・バイブル・シリーズを買収した。イェールは目録を出版して、現在の第はアンカー・イェール・バイブル・シリーズである。

## アンカー・バイブル聖書注解シリーズ
アンカー・バイブル聖書注解シリーズは、ウィリアム・オルブライトの指導の下に作られた。ヘブル語聖書と新約聖書、新約聖書と旧新約聖書の中間の本（外典）の翻訳と釈義を含む。個々の聖書的著作は、歴史的な意見、批評学、資料説などの古代原語の現代の知識による古代本文のオリジナル翻訳を含む。長い複雑な聖書学の著作は一巻以上の内容を網羅している。
著作は進化していて、2006年にはシリーズは、初期の作品の改訂を含めて、80巻以上を出版した。シリーズの99パーセントが完成した。出エジプト記の後半が2006年12月初頭にリリースされ、ナホム書などの残りの巻が製作中である。箴言10章-31章などの最新刊が製作の最終段階にある、そして、第二歴代誌とヨハネの黙示録が協定の下にある。

## アンカー・バイブル辞典
アンカー・バイブル辞典は、800人の国際的な学者によって6000以上の項目が記載された。それらは、イラストと挿絵を含み、Logos Bible Softwareやマッキントッシュ用のAccordanceより、CD-ROMが利用可能である。辞書は、死海文書、初期ユダヤ人クリスチャン関連、歴史的イエス像、社会学と聖書批評学の文字通りの方法を含む。

## アンカー・バイブル参考図書
アンカー・バイブル参考図書は人類学、考古学、環境学、地理学、歴史学、言語学、文学、哲学、宗教学、神学、その他の学問についての情報を持つ、30巻以上の独立した一巻完結シリーズの著作である。

## アンカー・バイブル聖書注解の著作

### タナク、旧約聖書、ヘブル語聖書
- 創世記, E・A・スピーサーen:E. A. Speiser, 1964年
- 創世記, Ronald S. Hendel (in production)
- 出エジプト記1章-18章, William H. Propp, 1999年
- 出エジプト記19章-40章, William H. Propp, 2006年
- レビ記1章–16章, en:Jacob Milgrom, 1998
- レビ記17章–22章, Jacob Milgrom, 2000
- レビ記23章–27章, Jacob Milgrom, 2001
- 民数記1章–20章, Baruch A. Levine, 1993
- 民数記21章–36章, Baruch A. Levine, 2000
- 申命記1章–11章, Moshe Weinfeld, 1991
- 申命記12章–34章, Moshe Weinfeld (もう二巻製作されることが期待されている。)
- ヨシュア記, Robert G. Boling and G. Ernest Wright, 1982
- 士師記, Robert G. Boling, 1974
- 士師記, ジャック・サスーンen:Jack Sasson, (製作中)
- ルツ記, Edward F. Campbell Jr., 1975
- 第一サムエル記1 Samuel, P. Kyle McCarter Jr., 1980
- 第二サムエル記2 Samuel, P. Kyle McCarter Jr., 1984
- 第一列王記1 Kings, Mordechai Cogan, 2001
- 第二列王記2 Kings, Mordechai Cogan and en:Hayim Tadmor, 1988
- 第一歴代誌1 Chronicles, Jacob M. Myers, 1965
- 第一歴代誌1 Chronicles 1–9, en:Gary N. Knoppers, 2003
- 第一歴代誌1 Chronicles 10–29, Gary N. Knoppers, 2004
- 第二歴代誌2 Chronicles, Jacob M. Myers, 1965
- 第二歴代誌2 Chronicles, Gary N. Knoppers (in production)
- エズラ記Ezra-Nehemiah, Jacob M. Myers, 1965
- エズラ記Ezra-Nehemiah, Tamara Cohn Eskenazi (in production)
- エステル記Esther, Carey A. Moore, 1971
- ヨブ記Job, Marvin H. Pope, 1965
- 詩篇Psalms I 1–50, Mitchell Dahood, 1966
- 詩篇Psalms II 51–100, Mitchell Dahood, 1968
- 箴言Psalms III 101–150, Mitchell Dahood, 1970
- 箴言と伝道者の書Proverbs and Ecclesiastes, en:R.B.Y. Scott, 1965
- 箴言Proverbs 1–9, Michael V. Fox, 2000
- 箴言Proverbs 10–31, Michael V. Fox, 2009
- 伝道者の書Ecclesiastes, Choon-Leong Seow, 1997
- 雅歌Song of Songs, Marvin H. Pope, 1977
- イザヤ書Isaiah 34–35,40–66, John L. McKenzie (1969)
- イザヤ書Isaiah 1–39, Joseph Blenkinsopp, 2000
- イザヤ書Isaiah 40–55, Joseph Blenkinsopp, 2002
- イザヤ書Isaiah 56–66, Joseph Blenkinsopp, 2003
- エレミヤ書Jeremiah, John Bright, 1965
- エレミヤ書Jeremiah 1–20, Jack R. Lundbom, 1999
- エレミヤ書Jeremiah 21–36, Jack R. Lundbom, 2004
- エレミヤ書Jeremiah 37–52, Jack R. Lundbom, 2004
- 哀歌Lamentations, Delbert R. Hillers, 1972
- 哀歌Lamentations, 2nd ed., Delbert R. Hillers, 1992
- エゼキエル書Ezekiel 1–20, Moshe Greenberg, 1983
- エゼキエル書Ezekiel 21–37, Moshe Greenberg, 1997
- エゼキエル書Ezekiel 38-48, Jacob Milgrom (in production)
- ダニエル書Daniel, Louis F. Hartman and Alexander A. DiLella,  1978
- ホセア書Hosea, en:Francis I. Andersen and David Noel Freedman, 1980
- ヨエル書Joel, James L. Crenshaw, 1995
- アモス書Amos, Francis I. Andersen and David Noel Freedman, 1989
- オバデヤ書Obadiah, Paul Raabe,1996
- ヨナ書Jonah, Jack M. Sasson, 1990
- ミカ書Micah, Francis Andersen and David Noel Freedman, 2000
- ナホム書Nahum, Duane Christensen, 2009
- ハバクク書Habakkuk, Francis I. Andersen,  2001
- ゼパニヤ書Zephaniah, Adele Berlin, 1994
- ハガイ書Haggai and Zechariah 1–8, Carol L. Meyers and Eric M. Meyers, 1987
- ゼカリヤ書Zechariah 9–14, Carol L. Meyers and Eric M. Meyers, 1992
- マラキ書Malachi, Andrew E. Hill, 1998

### 新約聖書
- マタイの福音書Matthew, ウィリアム・オルブライト & C. S. Mann, 1971
- マタイの福音書Matthew, en:John P. Meier (in production)
- マルコの福音書Mark, C.S. Mann, 1986
- マルコの福音書Mark 1–8, Joel Marcus,  2000
- マルコの福音書Mark 8–16, Joel Marcus, 2009
- ルカの福音書Luke 1–9, en:Joseph Fitzmyer, 1982
- ルカの福音書Luke 10–24, Joseph Fitzmyer,  1985
- ヨハネの福音書John 1–12, レイモンド・ブラウンen:Raymond E. Brown,  1966
- ヨハネの福音書John 13–21, レイモンド・ブラウン, 1970
- 使徒の働きActs of the Apostles, Johannes Munck, 1967
- 使徒の働きActs of the Apostles, Joseph Fitzmyer, S.J,  1998
- ローマ人への手紙Romans, Joseph Fitzmyer, S.J, 1993
- 第一コリント人への手紙1 Corinthians, William F. Orr and James Arthur Walther,  1976
- 第一コリント人への手紙1 Corinthians, Joseph Fitzmyer, 2008
- 第二コリント人への手紙2 Corinthians, Victor P. Furnish, 1984
- ガラテヤ書Galatians, J. Louis Martyn, 1997
- エペソ人への手紙Ephesians 1–3, Markus Barth,  1974
- エペソ人への手紙Ephesians 4–6, Markus Barth, 1974
- ピリピ人への手紙Philippians, J. Reumann, 2008
- コロサイ人への手紙Colossians, Markus Barth and Helmut Blankes,  1995
- テサロニケ人への手紙Letters to the Thessalonians, Abraham J. Malherbe,  2000
- テモテへの手紙第一、第二First and Second Letters to Timothy, en:Luke Timothy Johnson,  2001
- テトスへの手紙Letter to Titus, Jerome D. Quinn,  1990
- ピレモンへの手紙Letter to Philemon, Joseph Fitzmyer,  2001
- ヘブル人への手紙Hebrews, George Wesley Buchanan, 1972
- ヘブル人への手紙Hebrews, Craig Koester, 2001
- ヤコブの手紙、ペテロの手紙、ユダの手紙The Epistles of James, Peter, and Jude, Bo Reicke,1964
- ヤコブの手紙Letter of James, Luke Timothy Johnson,  1995
- 第一ペテロ1 Peter, John H. Elliott, 2001
- 第二ペテロ2 Peter and Jude, Jerome H. Neyrey,  1993
- ヨハネの手紙The Epistles of John, Raymond E. Brown, 1982
- ヨハネの黙示録Revelation, J. Massyngberde Ford, 1975
- ヨハネの黙示録Revelation, Craig Koester, 2014

### 中間時代、外典
- ダニエル書、エステル記、エレミヤ書の補遺Daniel, Esther and Jeremiah: The Additions, Carey A. Moore, 1977
- トビト書Tobit, Carey A. Moore, 1996
- ユデト書Judith, Carey A. Moore, 1985
- ソロモンの知恵The Wisdom of Solomon, David Winston, 1979
- ベン・シラの知恵Wisdom of Ben Sira, Patrick W. Skehan  and Alexander A. DiLella, 1995
- 第一、第二エスドラ記1 and 2 Esdras,Jacob M. Myers, 1974
- 第一マカベヤ記1 Maccabees, Jonathan A. Goldstein, 1976
- 第二マカベヤ記2 Maccabees, Jonathan A. Goldstein, 1983